# Sage Brocklebank

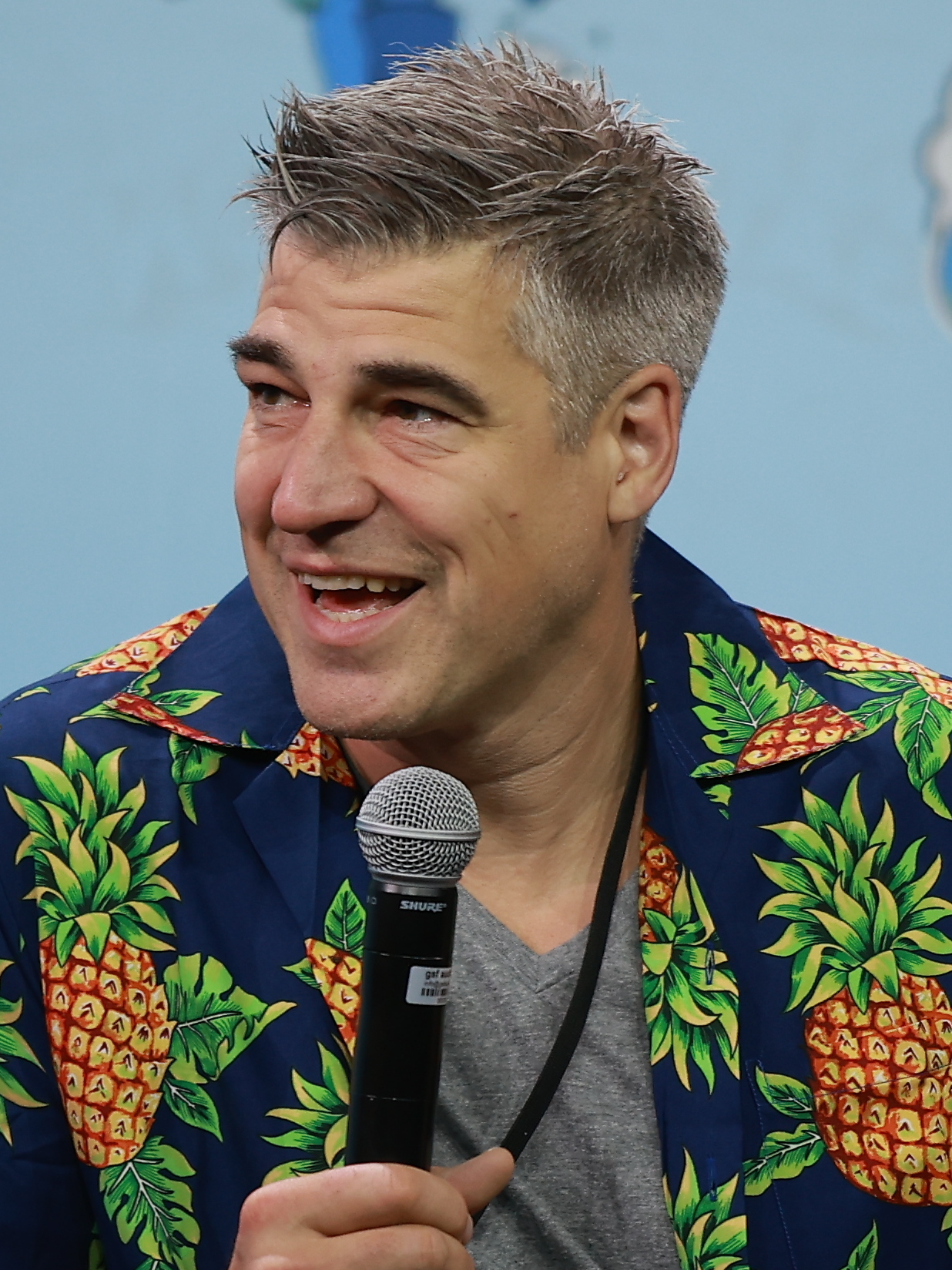
Sage Brocklebank (2024)

Sage Brocklebank (* 14. Januar 1978 in Vancouver, British Columbia) ist ein kanadischer Schauspieler. Er besuchte die Circle in the Square Theatre School.
Seine erste Rolle übernahm er 2002 in der Fernsehserie Point Blank. Danach folgten einige weitere kleinere Rollen in diversen Serien. Bekannt wurde Brocklebank durch seine Rolle als Buzz McNabb in der US-amerikanischen Fernsehserie Psych, in der er von 2006 bis 2014 zu sehen war.
Außerdem ist Brocklebank auch professioneller Pokerspieler.

## Filmografie (Auswahl)
- 2001–2002: Edgemont (Fernsehserie, zwei Folgen)
- 2002: Point Blank (Fernsehserie, eine Folge)
- 2002: Die Schneekönigin
- 2003: Rockpoint P.D. (Fernsehserie, Folge 1x09)
- 2003: Andromeda (Fernsehserie, Folge 4x08)
- 2005: 4400 – Die Rückkehrer (Fernsehserie, Folge 2x07)
- 2005: Edison
- 2005: Severed – Forest of the Dead
- 2006: Smallville (Fernsehserie, Folge 5x10)
- 2006: Falcon Beach (Fernsehserie, Folge 1x04)
- 2006: Stargate – Kommando SG-1 (Fernsehserie, Folge 9x15)
- 2006: Connors’ War
- 2006–2014: Psych (Fernsehserie)
- 2007: Schwerter des Königs – Dungeon Siege
- 2007: How I Married My Highschool Crush
- 2009: Alien Trespass
- 2009: Riese (Fernsehserie, Folge 1x02)
- 2010: Stupid Chainsaw Tricks
- 2010: Cats & Dogs: Die Rache der Kitty Kahlohr
- 2017: Psych: The Movie (Fernsehfilm)
- 2018: Predator – Upgrade (The Predator)
- 2020: Psych 2: Lassie Come Home (Fernsehfilm)
- 2021: Legends of Tomorrow (Fernsehserie, eine Folge)
- 2021: Psych 3: This Is Gus (Fernsehfilm)
- 2022: Peacemaker (Fernsehserie, eine Folge)